# Anavtogenija
Anavtogenija je razmnoževalna strategija, pri kateri mora odrasla samica žuželke pred odlaganjem jajčec pojesti določeno vrsto hrane (običajno kri vretenčarjev), da njena jajčeca dozorijo. To vedenje je najpogostejše pri dvokrilcih, kot so komarji. Anavtogene živali pogosto služijo kot prenašalci nalezljivih bolezni pri svojih gostiteljih zaradi stika z njihovo krvjo. Nasprotna lastnost (da kot odrasel osebek za uspešno razmnoževanje ne potrebuje posebne hrane) je znana kot avtogenija.

## Dejavniki, ki vplivajo na anavtogenijo
Anavtogene žuželke običajno dosežejo odraslost brez zadostnih zalog hranil (zlasti beljakovin) za proizvodnjo živih jajčec, kar zahteva dodatno hranjenje. Obrok z visoko vsebnostjo beljakovin, običajno kri, omogoča proizvodnjo rumenjaka za prehrano jajčec in omogoči razmnoževanje.  Ta kri se običajno pridobi z ektoparazitizmom na velikih vretenčarjih.
Vendar pa se tudi osebki, ki imajo rezerve, potrebne za proizvodnjo živih jajčec, morda še vedno ne morejo razmnoževati brez obroka krvi, ker je zorenje jajčec pri mnogih anavtogenih vrstah odvisno od hormonov, ki se sproščajo ob zaužitju krvi. Poleg tega so samice z določenimi genotipi privzeto anavtogene, vendar jih je mogoče avtogeno razmnoževati s parjenjem s samcem, morda zaradi hormonov, ki se sproščajo ali pridobijo med parjenjem, ali morda zaradi nekega prehranskega dodatka, ki ga parjenje zagotavlja. 
Pri nekaterih vrstah so lahko posamezni osebki bodisi avtogeni, bodisi anavtogeni, odvisno od njihovih genotipov, pa tudi od okoljskih pogojev ter vrste in količine hrane, ki so jo prejeli kot ličinke. Matematični modeli so pokazali, da je lahko anavtogenija ugodna strategija za razmnoževanje žuželk v ugodnih pogojih (zlasti kadar je gostitelje enostavno najti, kadar imajo žuželke dobre možnosti za preživetje hranjenja s krvjo in kadar anavtogenija prispeva k povečani plodnosti).

## Anatomija in fiziologija
Anavtogenija in posledično hranjenje s krvjo se pojavljata predvsem pri dvokrilcih, vključno s komarji, črnimi mušicami, mušatami in obadi. Večina anavtogenih dvokrilcev ima ostre, rezilom podobne čeljusti za sesanje krvi, čeprav so ti ustni deli pri samcih pogosto nerazviti. Ker te vrste dobivajo dodatna hranila iz druge tekoče hrane, kot so nektar ali sadni sokovi, izražajo »dvojni čut za lakoto«, s katerim ločeno uravnavajo vnos sladke in beljakovinske hrane.
Pri žuželkah (kot pri drugih živalih, ki niso sesalci) se zorenje jajčec začne z vitelogenezo, odlaganjem beljakovin rumenjaka, ki ga sproži sproščanje juvenilnih hormonov. Pri anavtogenih komarjih se geni za proizvodnjo rumenjaka močno aktivirajo po krvnem obroku prek procesa, ki vključuje tarčo signalne poti rapamicina. Zlasti nekatere aminokisline, ki jih najdemo v beljakovinah krvi, so potrebne za aktivacijo gena vitelogenina.

## Avtogenija
Potreba po hranjenju s krvjo pred odlaganjem jajčec je manj opazna pri živalih, kot so klopi, pri katerih je običajna prehrana v veliki meri ali v celoti sestavljena iz krvi; pri teh taksonih je večja posebnost avtogenija oziroma sposobnost odlaganja jajčec brez krvnega obroka. Številne žuželke lahko odložijo jajčeca brez zaužitja beljakovinske hrane kot odrasle, saj se zanašajo na zaloge hranil, ki so jih pridobile kot ličinke. Večina pa lahko odloži le razmeroma malo jajčec, ne da bi se hranile z beljakovinami, in skoraj vse potrebujejo obrok z veliko beljakovinami, da po prvem odlaganju jajčec odlagajo znova.